# Calliostoma gloriosum
Calliostoma gloriosum, tên tiếng Anh: glorious topsnail, là một loài ốc biển nhỏ có mang và nắp (động vật chân bụng)|operculum]], là động vật thân mềm chân bụng sống ở biển thuộc họ Calliostomatidae.

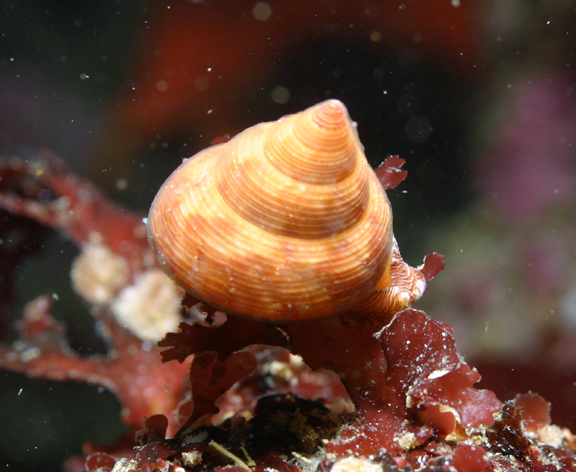
Calliostoma gloriosum